# Den civila rangtabellen i Ryssland
Den civila rangtabellen i Ryssland infördes 1722 och avskaffades 1917.

## Historia
Som ett resultat av Peter den Stores reformer infördes 1722 en rysk rangordning, den så kallade rangtabellen. Från början såg den ut som den svenska rangordningen, efter vilken den var modellerad, med en uppräkning av alla tjänster och ämbeten som innehade rang. Efterhand utvecklades dock den ryska rangtabellen till att bli en civil tjänstegradsordning, så att varje rangklass motsvarades av en viss tjänstetitel eller grad, oberoende av vilken befattning som innehades. Rangtabellen innehöll 14 rangklasser. Utnämningar i rangklass 1-5 avgjordes av kejsaren personligen. Automatiskt adelskap var knutet till rangklasserna. Rangklass 14 och högre i den civila rangtabellen medförde personligt adelskap, rangklass 8 och högre innebar ärftligt adelskap. Med tiden flyttades kraven på rangklass för ärftligt adelskap upp till rangklass 4. Rangtabellen var i kraft till revolutionen 1917.

## Rangtabellen 1917
| Rangklass (класс) | Civil rang (чины статские)                                                                        | Hovrang (чины придворные) | Tilltal av underordnade                              |
| ----------------- | ------------------------------------------------------------------------------------------------- | --- | ---------------------------------------------------- |
| I                 | Канцлер (Kansler) Действительный тайный советник 1-го класса (Verkligt geheimeråd första klassen) | - | Его/Ваше высокопревосходительство (Ers Högexcellens) |

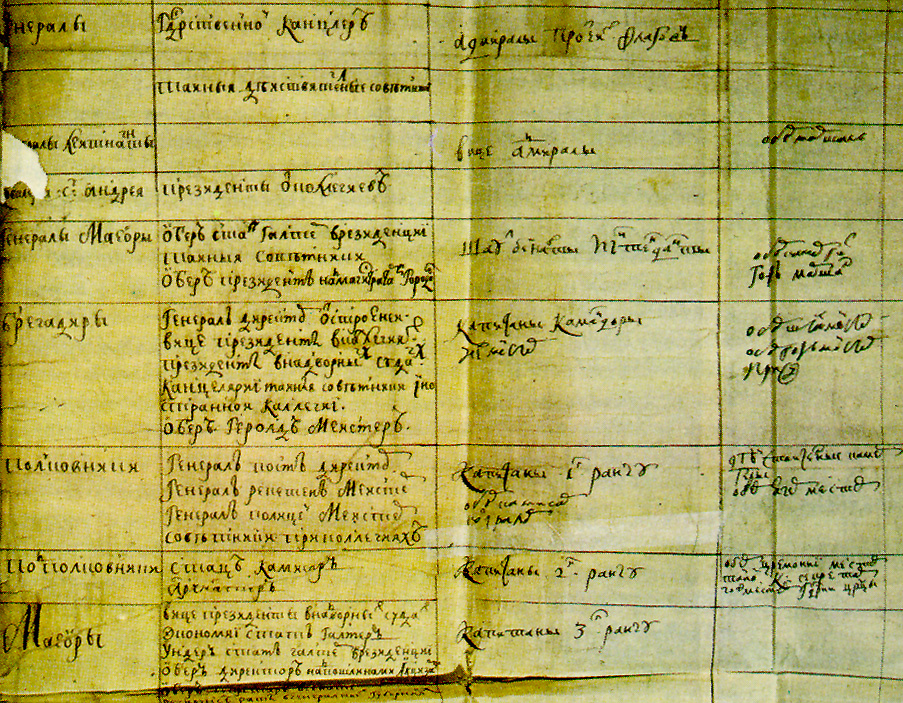
Den civila rangtabellen (originalet)

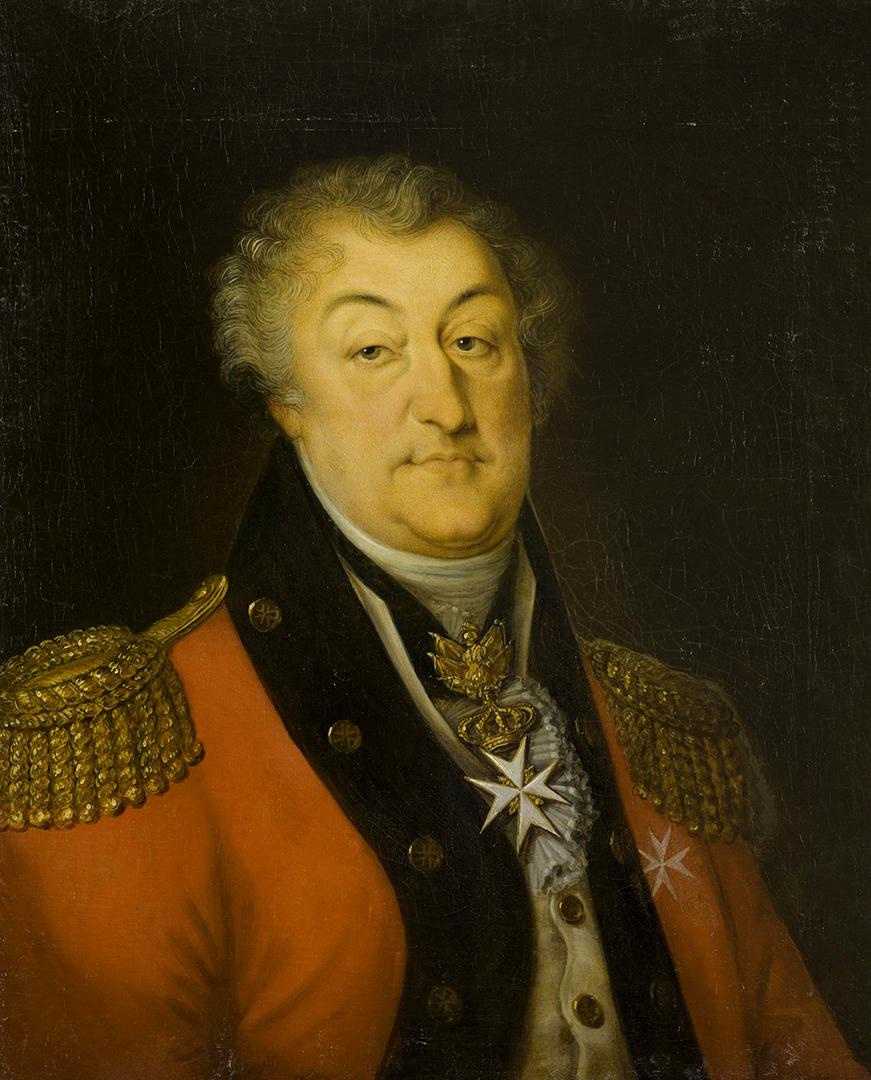
Ett verkligt statsråd i början på 1800-talet.

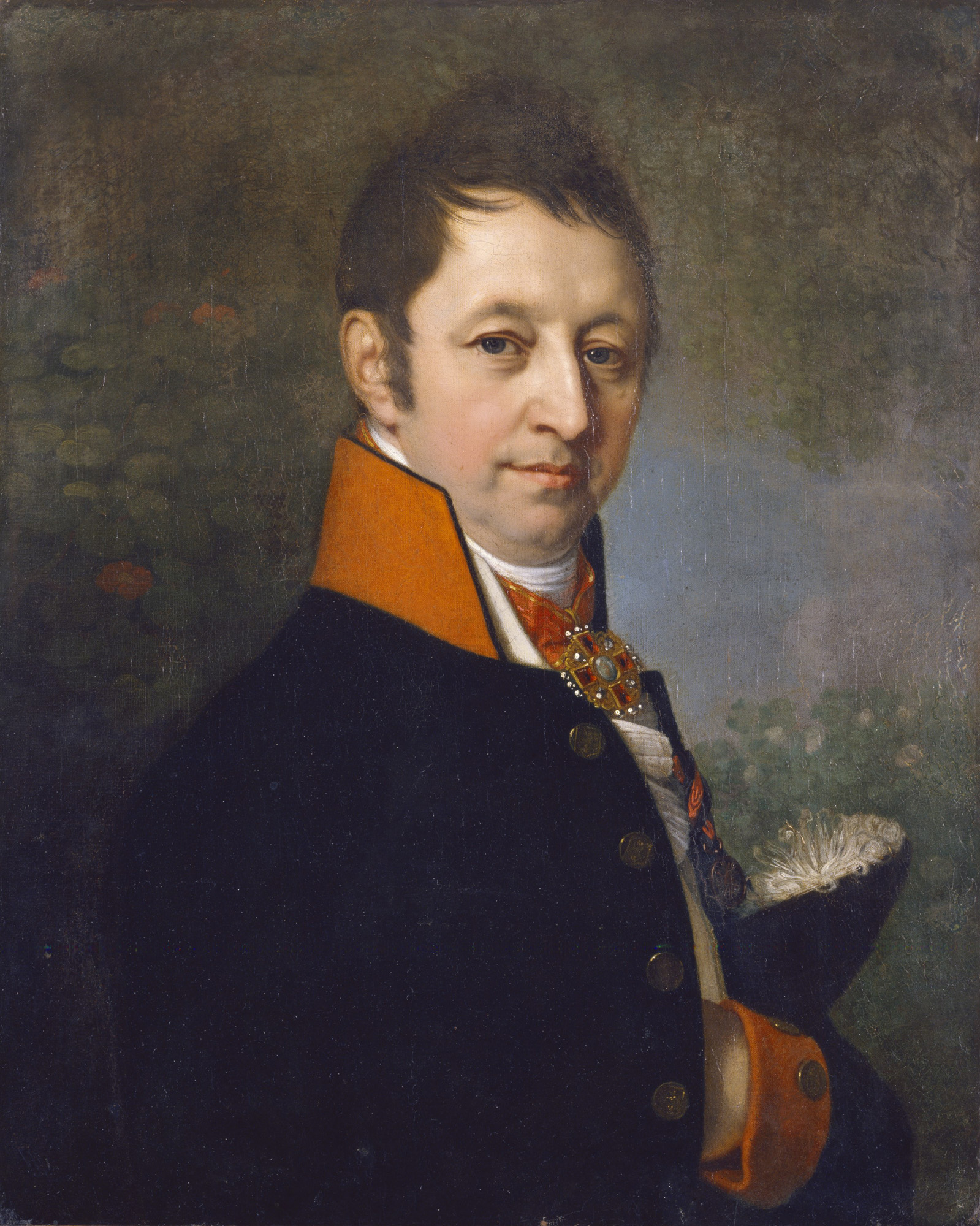
Ett kollegieråd i poststyrelsen, 1810-talet.

| II                | Действительный тайный советник (Verkligt geheimeråd)                                              | Обер-камергер (Överkammarherre) Обер-гофмаршал (Överhovmarskalk) Обер-шталмейстер (Överhovstallmästare) Обер-егермейстер (Överhovjägmästare) Обер-гофмейстер (Överhovmästare) Обер-шенк (Överhovskänk) Обер-церемониймейстер (Överceremonimästare) | Его/Ваше высокопревосходительство (Ers Högexcellens) |
| III               | Тайный советник (Geheimeråd)                                                                      | Гофмаршал (Hovmarskalk) Шталмейстер (Hovstallmästare) Егермейстер (Hovjägmästare) Гофмейстер (Hovmästare) Обер-форшнейдер (Överhovförsnidare) | Его/Ваше превосходительство (Ers Excellens)          |
| IV                | Действительный статский советник (Verkligt statsråd)                                              | Камергер (Kammarherre) | Его/Ваше превосходительство (Ers Excellens)          |
| V                 | Статский советник (Statsråd)                                                                      | Церемониймейстер (Ceremonimästare) | Его/Ваше высокородие (Ers Högborenhet)               |
| VI                | Коллежский советник (Kollegieråd)                                                                 | Камер-фурьер (Kammarfurir) | Его/Ваше высокоблагородие (Ers Högvälborenhet)       |
| VII               | Надворный советник (Hovråd)                                                                       | - | Его/Ваше высокоблагородие (Ers Högvälborenhet)       |
| VIII              | Коллежский асессор (Kollegieassessor)                                                             | Гоф-фурьер (Hovfurir) | Его/Ваше высокоблагородие (Ers Högvälborenhet)       |
| IX                | Титулярный советник (Titulärråd)                                                                  | - | Его/Ваше благородие (Ers Välborenhet)                |
| X                 | Коллежский секретарь (Kollegiesekreterare)                                                        | - | Его/Ваше благородие (Ers Välborenhet)                |
| XI                | -                                                                                                 | Камер-юнкер (Kammarjunkare) | Его/Ваше благородие (Ers Välborenhet)                |
| XII               | Губернский секретарь (Guvernementssekreterare)                                                    | - | Его/Ваше благородие (Ers Välborenhet)                |
| XIII              | -                                                                                                 | - | Его/Ваше благородие (Ers Välborenhet)                |
| XIV               | Коллежский регистратор (Kollegieregistrator)                                                      | - | Его/Ваше благородие (Ers Välborenhet)                |

1917 utdelades de civila rangklasserna 11 och 13 inte längre.

## Gradbeteckningar

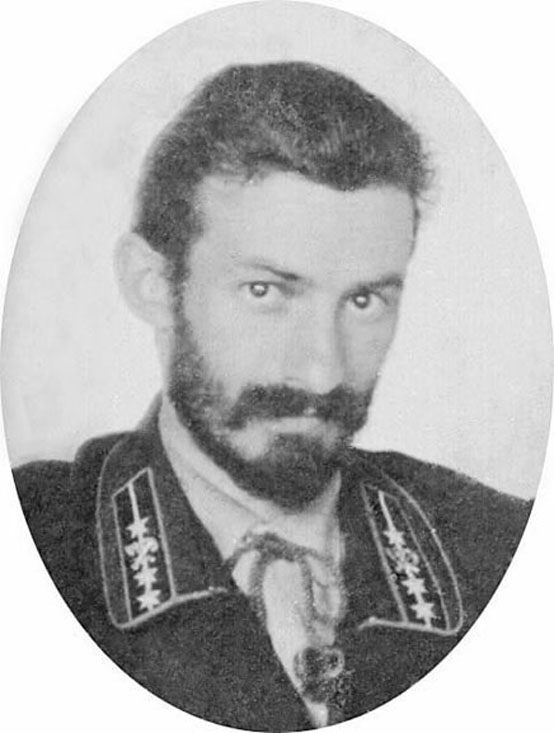
Järnvägstjänsteman med kollegiesekreterares rang 1902.

De civila tjänstemännen bar civiluniform med gradbeteckningar, som från slutet av artonhundratalet bars på kragspeglarna. Dessa hade även märken som utmärkte det verk eller den myndighet vid vilken tjänstemännen tjänstgjorde. Illustrationerna nedan visar kragspeglar med märke som betecknar de ryska statsjärnvägarna. Själva gradbeteckningssystemet var utformat efter arméns gradbeteckningar.
|            | Kollegieråd | Hovråd | Kollegieassessor |
| ---------- | ----------- | ------ | ---------------- |
| Kragspegel |             |        |                  |

|            | Titulärråd | Kollegiesekreterare | Guvernementssekreterare | Kollegieregistrator | Tjänsteman utan rangklass |
| ---------- | ---------- | ------------------- | ----------------------- | ------------------- | ------------------------- |
| Kragspegel |            |                     |                         |                     |                           |